# 中原綾子

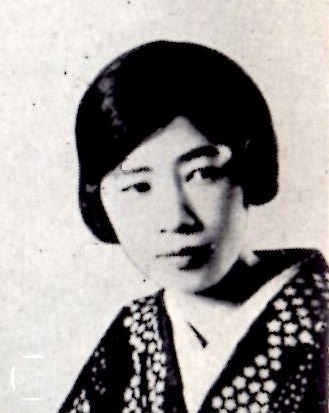
中原綾子

中原 綾子（なかはら あやこ、1898年2月17日 - 1969年8月24日）は、大正時代から昭和時代にかけての女流歌人。

## 略伝
旧柳河藩士であった曽我祐保の次女として、父の任地・長崎に生まれる。父の転任に従って大阪・神戸・朝鮮へと移るが、主として東京に在住する。1915年（大正4年）に東洋高等女学校を卒業後、作歌を始めていたが1918年（大正7年）から与謝野晶子に師事し、新詩社同人としてその歌を『明星』に発表するようになる。同じく『明星』に参加していた高村光太郎と親交があり、統合失調症を病んだ妻・智恵子の自宅療養と介護に忙殺され疲弊した光太郎は、度々中原へ手紙を送っている 。
1929年（昭和4年）6月、吉井勇・秦豊吉らとともに文芸誌『相聞』（後に『スバル』と改称）を公刊、詩や戯曲を発表する。1931年（昭和6年）8月には歌誌『いずかし』を主宰して発行した。1947年（昭和22年）3月、第3期『明星』に参加し顧問となる。1950年（昭和25年）2月には第73期『スバル』を創刊主宰。同じ年の3月にはロマンス社から『定本与謝野晶子全集』の刊行のため湯淺光雄とともに編輯し始めるが、ロマンス社の経営難と紛糾のため第1巻で中絶している。

## 著書
歌集
- 『真珠貝』（新潮社、1921年）
- 『深淵』（交蘭社、1927年）
- 『みをつくし』（太白社、1929年）
- 『刈株』（タイムス出版社、1943年）
- 詩集 『悪魔の貞操』（書物展望社、1935年） 序文・題字：高村光太郎・新居格、口絵：小泉秀雄